# Salvador Salguero (labdarúgó)
Rafael Salvador Salguero González (Lima, 1951. augusztus 10. –) válogatott perui labdarúgó, hátvéd.

## Pályafutása

### Klubcsapatban
1973-ban a Melgar, 1974-ben a Piérola, 1975 és 1983 között az Alianza Lima, 1984-ben a Diablos Rojos, 1985-ben a Juventud La Joya labdarúgója volt. Az Alianza csapatával három perui bajnoki címet nyert.

### A válogatottban
1976 és 1982 között 13 alkalommal szerepelt a perui válogatottban. Részt vett az 1982-es spanyolországi világbajnokságon.

## Sikerei, díjai
Alianza Lima
- Perui bajnokság
  - bajnok (3): 1975, 1977, 1978